# Jaskinia Pajęcza (Jaworznia)
Jaskinia Pajęcza (Schronisko Pajęcze) – jaskinia w Górach Świętokrzyskich. Wejście do niej znajduje się na Górze Kopaczowej, na terenie nieczynnych kamieniołomów w Jaworznie, w południowej ścianie zachodniego kamieniołomu, na wysokości 256,70 m n.p.m. Jest drugą pod względem długości (za Chelosiową Jamą – Jaskinią Jaworznicką) jaskinią w Górach Świętokrzyskich. Jej długość wynosi 1183 metry, a deniwelacja 25,50 metrów.

Na terenie kamieniołomów znajdują się jaskinie: Chelosiowa Jama – Jaskinia Jaworznicka i Gazownia, których w przeszłości Jaskinia Pajęcza była częścią. Jaskinie te tworzą rezerwat przyrody Chelosiowa Jama i są nieudostępnione turystycznie.

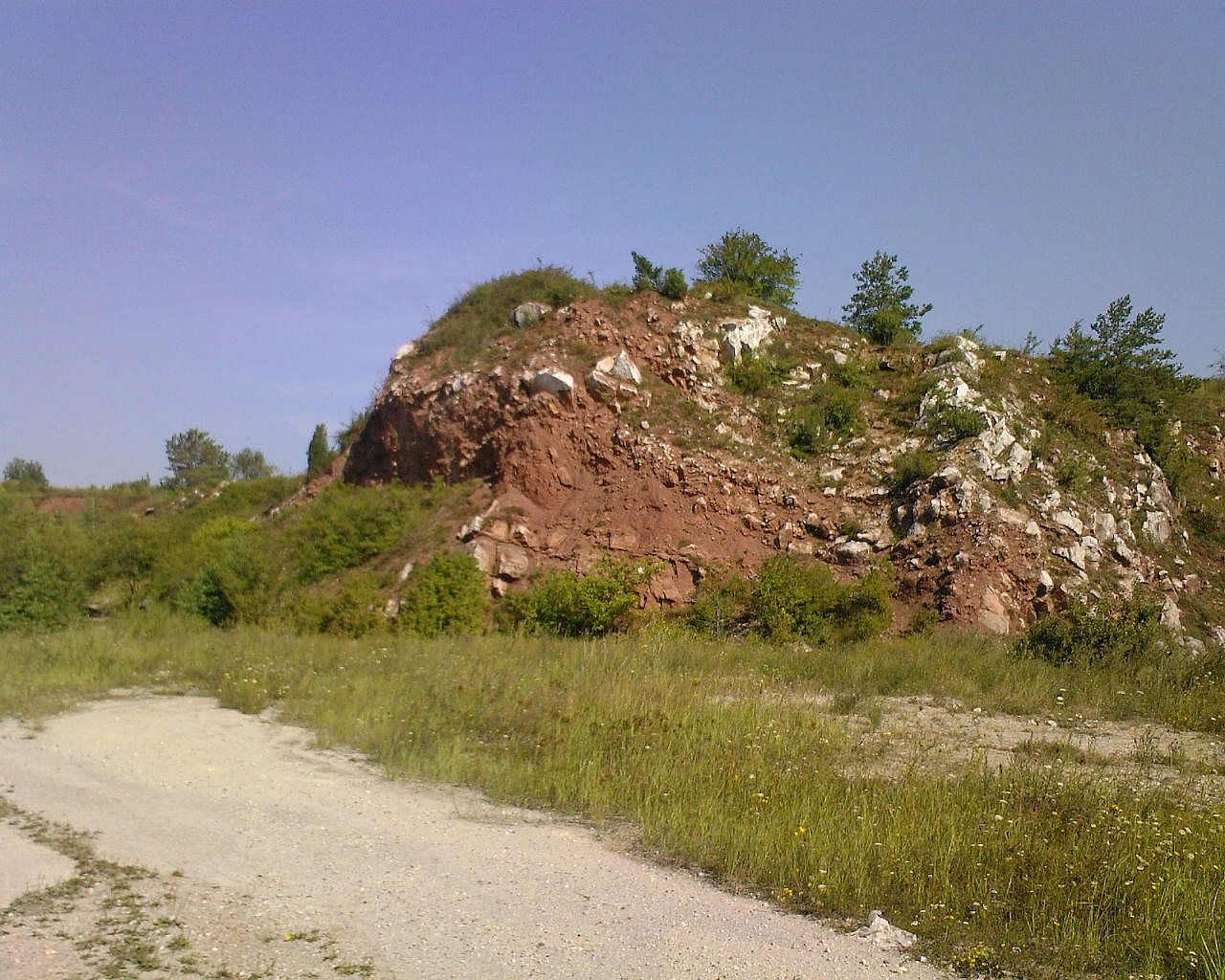
Fragment dawnego kamieniołomu

## Opis jaskini
Za otworem wejściowym jaskini, zabezpieczonym metalowymi drzwiami, znajduje się 2-metrowa studzienka dochodząca do małej salki. Odchodzą z niej dwa ciągi. Jeden to krótki korytarzyk prowadzący w stronę Chelosiowej Jamy, drugi prowadzi, przez zacisk Kuszenie Losu, do Niskiej Sali. Stąd odchodzą dwa korytarze. Jeden to 10-metrowy korytarz Tchawica, drugi to ciąg prowadzący przez Korytarz Południowy i zacisk do obszernego korytarza nazwanego Kolektor. Na jego końcu zaczynają się dwa ciągi. Jeden to Megaser – system kilkunastu korytarzyków, kominków i niewielkich studni, drugi prowadzi do Salki z Kapeluszem, z której odchodzą dwa korytarze:
- na zachód korytarz prowadzi do sali Fatamorgana
- na wschód przez zaciski można dojść do sali Dziadówki I, następnie do sali Dziadówki II oraz Wysokiej Sali. Stąd przez korytarzyki Aorta i Stany Zawałowe  dochodzi się do najniższych części jaskini – Partii Ropnych, w których znaj dują się niewielkie korytarzyki, małe jeziorka i syfony[1].

## Przyroda
W jaskini występują nacieki kalcytowe. Zamieszkują ją lisy, kuny i nietoperze.

## Historia odkryć
Niewielką jaskinię odkryto podczas prac w kamieniołomie w latach siedemdziesiątych XX wieku. Nazwano ją Schronisko Pajęcze. W 1997 roku, po kolejnych odkryciach w jaskini, zmieniono jej nazwę na Jaskinia Pajęcza. 
Plan i opis jaskini sporządzili J. Gubała, A. Kasza i M. Saganowski w 1998 i 2006 roku.